# 弘明寺站 (京急)

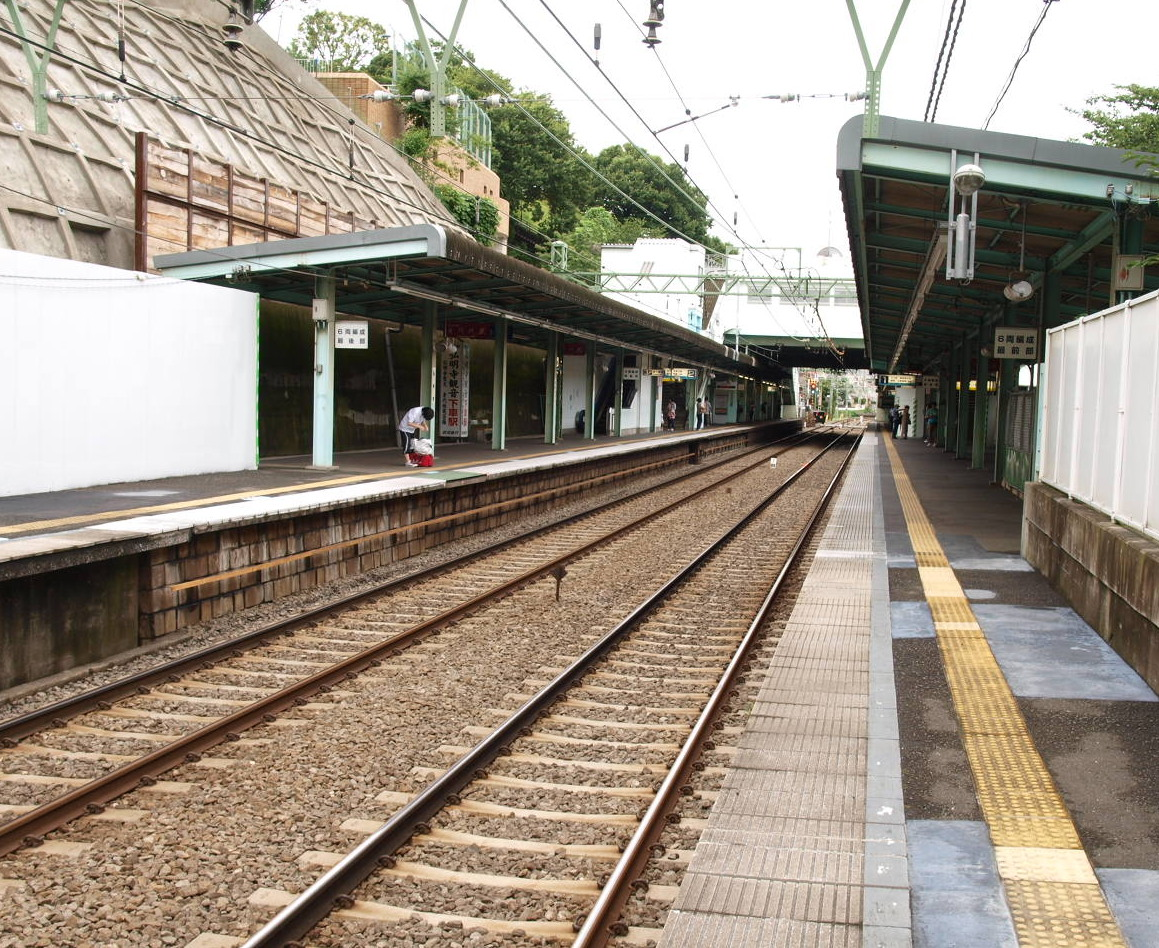
月台（2010年8月）

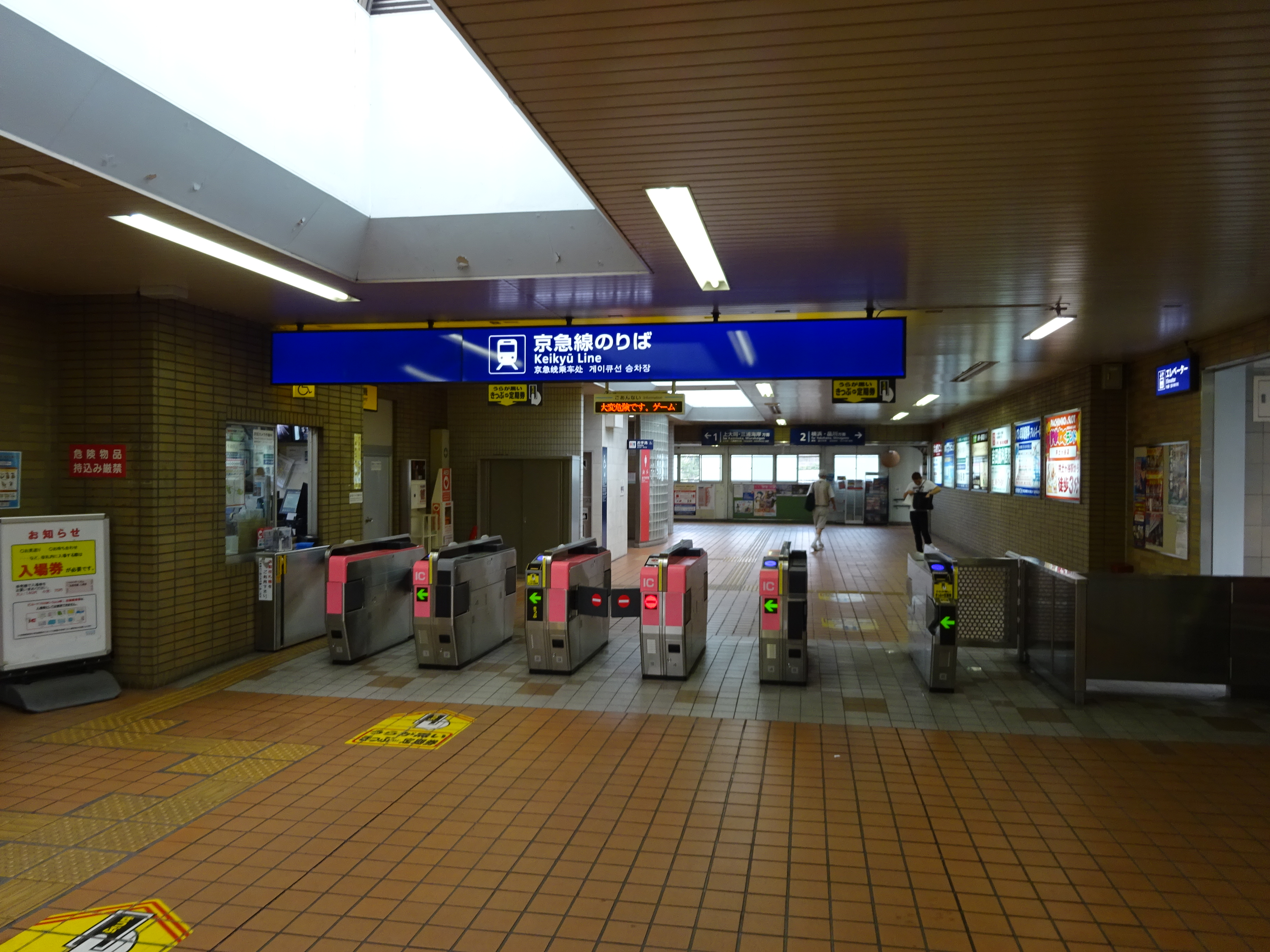
剪票口（2016年8月）

弘明寺站（日语：／ Gumyōji eki */?）位於日本神奈川縣橫濱市南區弘明寺町，是屬於京濱急行電鐵本線的鐵路車站。車站編號是KK43。

## 歷史
本站在湘南電氣鐵道開通黃金町 - 浦賀、湘南逗子時開業。車站用地收購自弘明寺裏山。1914年（大正3年），橫濱電氣鐵道（之後的橫濱市電弘明寺線，1968年廢止）的軌道線開設弘明寺停留場，但該站是與後年開業的市營地下鐵線一樣在鎌倉街道上，距離本站有段距離。
開業後隨著使用人數成長，陸續進行跨站式站房與站前整備、月台延伸等工程。1987年，月台長度對應八輛編組，急行列車的傍晚夜間下行列車與早晨尖峰時刻增停本站。之後因列車運行形態變更，1999年以後只停普通列車，直至2010年5月改點起再次停靠優等列車。
- 1930年（昭和5年）4月1日 - 車站啟用。當時為複線，電流為直流1500V。
- 1936年（昭和11年）12月25日 - 架線電壓從1500V降至600V。
- 1941年（昭和16年）
  - 2月3日 - 月台南側設置橫渡線，增設本站折返班次（1944年以前廢止）[5]。
  - 11月1日 - 京濱電氣鐵道收購湘南電氣鐵道。
- 1942年（昭和17年）5月1日 - 京濱電鐵併入東京急行電鐵。
- 1945年（昭和20年）12月 - 架線電壓從600V升至1500V。
- 1948年（昭和23年）6月1日 - 京濱急行電鐵脫離東急，本站為京急本線車站。
- 1969年（昭和44年）10月 - 月台延伸對應六輛編組。站內架設天橋，站內平交道廢止[2]。
- 1984年（昭和59年）12月　- 改建為跨站式站房。
- 1985年（昭和60年）4月 - 站前廣場與腳踏車停車場整備完成[2]。
- 1987年（昭和62年）12月 - 月台延伸對應八輛編組。部分急行開始增停本站。
- 1999年（平成11年）7月31日 - 改點，京急蒲田-新逗子區間廢止急行列車。本站僅停靠普通列車。
- 2010年（平成22年）5月16日 - 改點，新設的機場急行停靠本站。

## 車站結構
車站月台配置為側式月台，同時設置2條路軌。站房位於車站北側，為跨站式站房。
開業時以弘明寺為模板打造頗具特色的紅瓦屋顶站房，之後因使用人數增加而於1984年（昭和59年）12月改建為跨站式站房。

### 月台配置
| 月台 | 路線 | 方向 | 目的地               |
| ---- | ---- | ---- | -------------------- |
| 1    | 本線 | 下行 | 上大岡、三浦海岸方向 |
| 2    | 本線 | 上行 | 橫濱、品川方向       |

## 使用情況
2016年度1日平均上下車人次為30,279人，京急線全部72個車站當中排行第18位。
近年1日平均上下車人次與上車人次的推移如下表。
| 年度               | 1日平均 上下車人次 | 1日平均 上車人次 | 來源     |
| ------------------ | ------------------ | ---------------- | -------- |
| 1980年（昭和55年） |                    | 14,567           |          |
| 1981年（昭和56年） |                    | 14,734           |          |
| 1982年（昭和57年） |                    | 15,085           |          |
| 1983年（昭和58年） |                    | 15,268           |          |
| 1984年（昭和59年） |                    | 15,192           |          |
| 1985年（昭和60年） |                    | 15,230           |          |
| 1986年（昭和61年） |                    | 15,732           |          |
| 1987年（昭和62年） |                    | 15,645           |          |
| 1988年（昭和63年） |                    | 16,090           |          |
| 1989年（平成元年） |                    | 16,268           |          |
| 1990年（平成02年） |                    | 16,381           |          |
| 1991年（平成03年） |                    | 16,383           |          |
| 1992年（平成04年） |                    | 16,340           |          |
| 1993年（平成05年） |                    | 16,268           |          |
| 1994年（平成06年） |                    | 16,049           |          |
| 1995年（平成07年） |                    | 15,950           | [ * 1 ]  |
| 1996年（平成08年） |                    | 15,173           |          |
| 1997年（平成09年） |                    | 14,622           |          |
| 1998年（平成10年） |                    | 14,289           | [ * 2 ]  |
| 1999年（平成11年） |                    | 13,905           | [ * 3 ]  |
| 2000年（平成12年） | 27,887             | 13,790           | [ * 3 ]  |
| 2001年（平成13年） | 27,637             | 13,708           | [ * 4 ]  |
| 2002年（平成14年） | 27,617             | 13,651           | [ * 5 ]  |
| 2003年（平成15年） | 28,262             | 13,866           | [ * 6 ]  |
| 2004年（平成16年） | 28,282             | 13,888           | [ * 7 ]  |
| 2005年（平成17年） | 28,350             | 13,930           | [ * 8 ]  |
| 2006年（平成18年） | 28,391             | 13,923           | [ * 9 ]  |
| 2007年（平成19年） | 28,738             | 14,084           | [ * 10 ] |
| 2008年（平成20年） | 29,448             | 14,342           | [ * 11 ] |
| 2009年（平成21年） | 29,900             | 14,303           | [ * 12 ] |
| 2010年（平成22年） | 29,082             | 14,163           | [ * 13 ] |
| 2011年（平成23年） | 28,601             | 13,913           | [ * 14 ] |
| 2012年（平成24年） | 28,745             | 14,014           | [ * 15 ] |
| 2013年（平成25年） | 29,379             | 14,340           | [ * 16 ] |
| 2014年（平成26年） | 29,494             | 14,372           | [ * 17 ] |
| 2015年（平成27年） | 29,935             | 14,570           | [ * 18 ] |
| 2016年（平成28年） | 30,279             |                  |          |

## 車站周邊
車站東側有與站名同名的瑞應山蓮華院弘明寺，周邊為其門前町。本站至鎌倉街道的弘明寺觀音通上是弘明寺商店街。商店街往東的鎌倉街道地下有橫濱市營地下鐵藍線弘明寺站，距離本站約600公尺。
商店街中大岡川上的觀音橋至井土谷站附近的鶴卷橋這段河岸種滿櫻花樹，稱為「大岡川遊步道」，是當地知名賞櫻景點。
車站南方有京急集團的京急開發營運的溫泉設施「黑湯天然溫泉 三浦湯」。另外京急也發售京急線各站至弘明寺站來回車票與三浦湯優惠券的「弘明寺三浦湯套票」。
其他主要設施
- 弘明寺公園
  - 橫濱市南圖書館
  - 弘明寺公園游泳池
- 橫濱市立南中学校
- 橫濱弘明寺郵便局
- 橫濱市大岡地區中心
- 橫濱市南運動中心
- 神奈川縣南警察署（日语：南警察署 (神奈川県)）
- 橫濱國立大學教育學部附屬橫濱中學校（日语：横浜国立大学教育学部附属横浜中学校）
- 橫濱國立大學教育學部附屬特別支援學校（日语：横浜国立大学教育学部附属特別支援学校）
- 橫濱市立橫濱綜合高等學校（日语：横浜市立横浜総合高等学校） - 定時制單位制高等學校。
- 神奈川縣立橫濱國際高等學校（日语：神奈川県立横浜国際高等学校）
- 放送大學神奈川學習中心
- 食品館青葉（日语：ビック・ライズ）弘明寺店

### 巴士路線
車站北側步行2分左右的平戶櫻木道路上有弘明寺口巴士站，可搭乘神奈川中央交通的路線巴士。
另外，南側步行十分左右的市營地下鐵弘明寺站附近有弘明寺巴士站。
- 弘明寺口
  - 東向乘車處
    - <戶45> 往櫻木町站前（僅平日）
    - <橫43、橫44> 往橫濱站東口
    - <戶03、東06> 往縣廳入口（僅平日週六早晨）
    - <戶01、井10、井11、井12、東01> 往井土谷下町

  - 西向乘車處
    - <橫43、戶01、戶03、戶45> 往戶塚站東口
    - <橫44> 經兒童醫療中心往戶塚站東口
    - <東01> 經兒童醫療中心往東戶塚站東口
    - <井10> 經別所中里台往兒童醫療中心
    - <井11> 往南永田團地（此系統巴士站與其他不同）
    - <井12> 往橫濱公園城（横浜パークタウン）
    - <井14> 往不動坂（僅深夜巴士）

## 相鄰車站
京濱急行電鐵
 本線
□早晨翼號、□京急翼號、■快特、■快特（金澤文庫站以南為特急）、■特急
通過
■機場急行、■普通
井土谷（KK42）－弘明寺（KK43）－上大岡（KK44）

## 外部連結
- 弘明寺站（各站資訊） - 京濱急行電鐵